# Déglaçage (cuisine)
Pour les articles homonymes, voir Déglaçage.

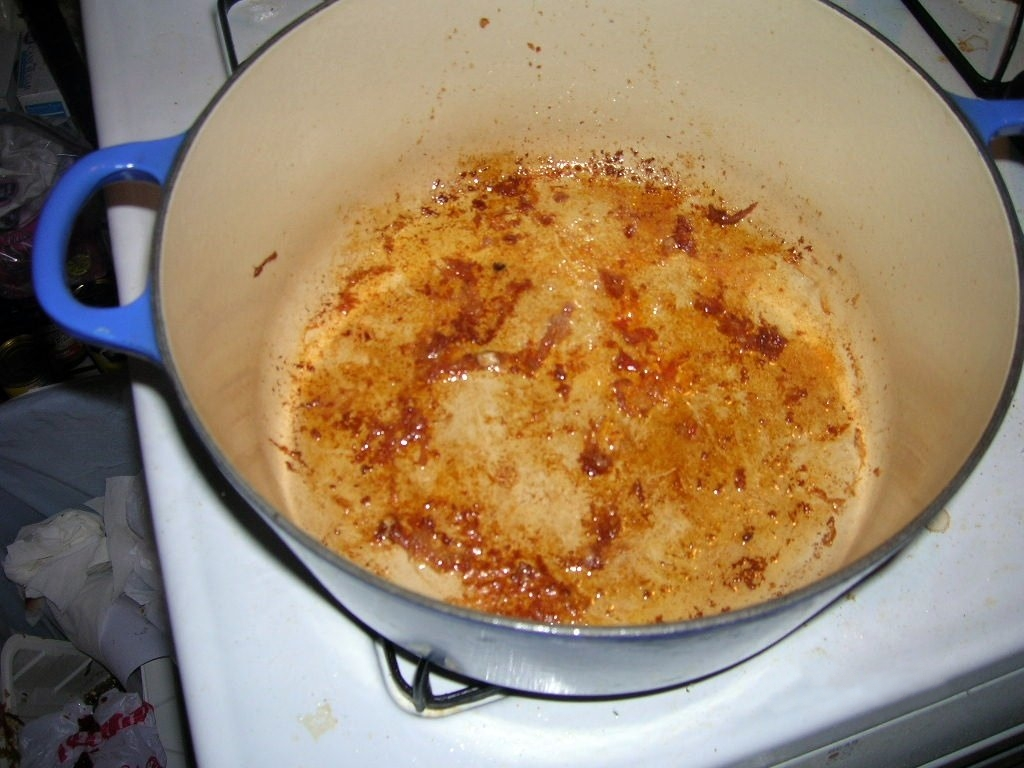
Sucs d'un morceau de porc restant au fond d'un récipient dans lequel on l'a fait revenir.

En cuisine, le déglaçage est le fait de récupérer encore chauds les sucs de cuisson restés au fond du récipient, en raison de leur viscosité, par leur dilution à l'aide d'une certaine quantité de liquide, comme un verre de vin blanc ou de verjus, mêlant ses propres saveurs à celles des sucs qu'il entraîne avec lui dans la sauce du mets préparé.